# Энергетика Московской области
Энергетика Московской области — сектор экономики региона, обеспечивающий производство, транспортировку и сбыт электрической и тепловой энергии. По состоянию на начало 2021 года, на территории Московской области эксплуатировались 25 электростанций общей мощностью 5593,6 МВт, в том числе одна гидроаккумулирующая электростанция, 11 гидроэлектростанций и 13 тепловых электростанций. В 2019 году они произвели 20 274 млн кВт·ч электроэнергии.

## История
Начало использования электроэнергии в Московской области относится к концу 19 века. Изначально электростанции строились для обеспечения электроэнергией отдельных промышленных предприятий. Так, на Коломенском машиностроительном заводе к 1895 году было установлено 209 электродвигателей общей мощностью 1507 кВт, электроэнергию для работы которых вырабатывала заводская электростанция. К 1917 году в регионе был построен целый ряд подобных электростанций. Так, в 1904 году в Павловском Посаде была введена в эксплуатацию электростанция мощностью 2750 кВт в составе двух турбоагрегатов, обеспечившая энергоснабжение Никольской мануфактуры. В 1907 году заработала электростанция Богородско-Глуховской мануфактуры в г.Ногинске мощностью 3800 кВт. Еще одна электростанция мощностью 2350 кВт, вырабатывавшая трёхфазный переменный ток, была построена для энергоснабжения Болшевской мануфактуры. Также электростанции имелись в Орехово-Зуево (1750 кВт), Подольске (три станции мощностью 1000 кВт, 1360 кВт и 5200 кВт), Серпухове (три станции мощностью 1000 кВт, 1500 кВт и 2700 кВт), Егорьевске (2000 кВт и 3100 кВт), Коломне (2000 и 4100 кВт), Воскресенске (3000 кВт).
В 1914 году вблизи современного Электрогорска была введена в эксплуатацию работавшая на торфе электростанция «Электропередача» (ныне ГРЭС-3 им. Р. Э. Классона) — первая районная электростанция России. Изначально ее мощность составляла 15 МВт (три турбоагрегата по 5 МВт), впоследствии станция неоднократно расширялась, к 1930 году её мощность увеличилась до 46 МВт. В 1915 году электростанция начала поставлять электроэнергию в Москву по самой высоковольтной на тот момент в России линии электропередачи напряжением 70 кВ, соединившей ее с расположенными в городе электростанциями. Кроме того, по ЛЭП напряжением 30 кВ электростанция «Электропередача» была соединена с электростанциями в Павловском Посаде, Орехово-Зуево и Богородско-Глуховской мануфактуре, образовав первую в регионе энергосистему.
Еще до принятия плана ГОЭЛРО, в 1918 году была начата реализация проекта также работавшей на торфе Шатурской ГРЭС. Сначала была построена экспериментальная станция «Малая Шатура» мощностью 4,5 МВт, введённая в эксплуатацию в 1920 году. В 1923 году было начато строительство основной станции мощностью 48 МВт, турбоагрегаты которой были пущены в 1925 году. Одновременно была построена двухцепная ЛЭП 110 кВ на металлических опорах, соединившая станцию с Москвой. Станция не раз расширялась, и уже к 1933 году достигла мощности 180 МВт.
В 1919 году было начато строительство Каширской ГРЭС, работающей на буром угле Подмосковного угольного бассейна. Пуск первой очереди станции мощностью 12 МВт состоялся в июне 1922 года, Каширская ГРЭС стала первой электростанцией плана ГОЭЛРО. С Москвой электростанция была соединена линией электропередачи напряжением 110 кВ, первой ЛЭП такого напряжения в стране. В 1934 году была введена в эксплуатацию вторая очередь станции в составе трёх турбоагрегатов мощностью по 50 МВт. Одновременно с крупными электростанциями сооружались небольшие дизельные электростанции и малые ГЭС, обеспечивавшие энергоснабжение в сельской местности. Одной из них стала Ярополецкая ГЭС, введенная в эксплуатацию по инициативе крестьян в 1919 году.
В 1930 году была введена в эксплуатацию Орехово-Зуевская ТЭЦ (ныне ТЭЦ-6), также работавшая на торфе. В 1937 году в рамках строительства канала им. Москвы были пущены Иваньковская, Истринская, Акуловская и Пироговская ГЭС. В 1946 году на базе соединенных энергосистем Московской, Горьковской, Ярославской и Ивановской областей была создана объединённая энергосистема Центра, ставшая ядром будущей единой энергосистемы страны. В 1950 году была пущена Ступинская ТЭЦ (ныне — ТЭЦ-17), в 1960 году — Люберецкая ТЭЦ (сегодня — ТЭЦ-22). Начинается расширение действующих станций — Каширской ГРЭС, на которой с 1967 года последовательно были введены в эксплуатацию шесть энергоблоков мощностью по 300 МВт, и Шатурской ГРЭС, чья мощность к 1972 году превысила 700 МВт. В 1960-х — 1970-х годах вводится в эксплуатацию несколько малых ГЭС, построенных вместе с Вазузской гидротехнической системой — Можайская ГЭС, Рузская ГЭС-2, Озернинская, Верхнерузская и Перепадная ГЭС.
В 1980-х годах полностью обновляется оборудование ТЭЦ-6, а ГРЭС-3 им. Р. Э. Классона становится экспериментальной станцией по отработке газотурбинных установок высокой мощности. В 1987 году вводится в эксплуатацию первый гидроагрегат Загорской ГАЭС — крупнейшей гидроаккумулирующей электростанции России. В 1996 году пущен первый энергоблок Северной ТЭЦ (ныне ТЭЦ-27). С конца 1990-х годов начинается сооружение малых газотурбинных электростанций, первая из них, ТЭЦ-29, была введена в эксплуатацию в 1999 году. В 2007—2008 годах на ТЭЦ-27 были введены в эксплуатацию два парогазовых энергоблока мощностью по 450 МВт. В 2007 году было начато строительство Загорской ГАЭС-2, в 2010 году была пущена парогазовая установка на Шатурской ГРЭС, в 2019—2020 годах была выведена из эксплуатации Каширская ГРЭС.

## Генерация электроэнергии
По состоянию на начало 2021 года, на территории Московской области эксплуатировались 25 электростанций общей мощностью 5593,6 МВт. В их числе одна гидроаккумулирующая электростанция — Загорская ГАЭС, 11 небольших гидроэлектростанций, крупнейшей из которых является Иваньковская ГЭС, и 13 тепловых электростанций — ТЭЦ-6, ТЭЦ-17, ТЭЦ-22, ТЭЦ-27, ТЭЦ-29, ТЭЦ-30, ГРЭС-3 им. Р. Э. Классона, Шатурская ГРЭС, Щёлковская ГТ ТЭЦ, ТЭЦ АО «Воскресенские минеральные удобрения», ТЭЦ АО «Москокс», ТЭЦ ООО «Энергоцентр», ГПУ ТЭЦ Энергорайона Томилино.

### Загорская ГАЭС
Расположена у п. Богородское Сергиево-Посадского городского округа, на реке Кунье. Крупнейшая гидроаккумулирующая электростанция России. Гидроагрегаты станции введены в эксплуатацию в 1987—2000 годах. Установленная мощность станции — 1200/1320 МВт (в турбинном/насосном режимах), фактическая выработка электроэнергии в 2020 году — 1790 млн кВт·ч. В здании ГАЭС установлены 6 гидроагрегатов мощностью 200/220 МВт. Является филиалом ПАО «РусГидро».

### Иваньковская ГЭС
Расположена у г. Дубна, на реке Волге. Гидроагрегаты станции введены в эксплуатацию в 1937—1938 годах. Установленная мощность станции — 28,8 МВт, фактическая выработка электроэнергии в 2019 году — 108,6 млн кВт·ч. В здании ГЭС установлены 2 гидроагрегата мощностью по 14,4 МВт. Эксплуатируется ФГБУ «Канал имени Москвы» .

### Малые ГЭС
В Московской области эксплуатируется 10 малых гидроэлектростанций (единичной мощностью менее 25 МВт), все они (кроме Пироговской ГЭС) принадлежат АО «Мосводоканал»:
- Можайская ГЭС — расположена в п. Гидроузел Можайского района, на реке Москве. Гидроагрегаты станции введены в эксплуатацию в 1962 году. Установленная мощность станции — 2,6 МВт, фактическая выработка электроэнергии в 2019 году — 13,2 млн кВт·ч. В здании ГЭС установлены 2 гидроагрегата мощностью по 1,3 МВт;
- Рузская ГЭС-2 — расположена у д. Палашкино Рузского района, на реке Рузе. Введена в эксплуатацию в 1964 году. Установленная мощность станции — 1,3 МВт. В здании ГЭС установлен один гидроагрегат;
- Рузская ГЭС-34 — расположена у д. Палашкино Рузского района, на реке Рузе. Гидроагрегаты станции введены в эксплуатацию в 1996 году. Установленная мощность станции — 3,2 МВт. В здании ГЭС установлены 2 гидроагрегата мощностью по 1,6 МВт;
- Озернинская ГЭС — расположена у д. Леньково Рузского района, на реке Озерне. Введена в эксплуатацию в 1967 году. Установленная мощность станции — 1,3 МВт. В здании ГЭС установлен один гидроагрегат;
- Истринская ГЭС — расположена у посёлка гидроузла имени Куйбышева Истринского района, на реке Истре. Работающие в настоящее время гидроагрегаты станции введены в эксплуатацию в 1992—1994 годах, при этом сама ГЭС эксплуатируется с 1937 года. Установленная мощность станции — 3,2 МВт, фактическая выработка электроэнергии в 2019 году — 2,4 млн кВт·ч. В здании ГЭС установлены 2 гидроагрегата мощностью по 1,4 МВт и один гидроагрегат мощностью 0,4 МВт;
- Листвянская ГЭС — расположена у п. Акулово г. Москвы (при этом сама ГЭС находится на территории Московской области), работает на стоке воды из Учинского водохранилища в систему водоснабжения Москвы. Введена в эксплуатацию в 1937 году. Установленная мощность станции — 0,4 МВт. В здании ГЭС установлен один гидроагрегат;
- Акуловская ГЭС — расположена у п. Акулово г. Москвы (при этом сама ГЭС находится на территории Московской области), работает на стоке воды из Учинского водохранилища в р. Уча. Введена в эксплуатацию в 1937 году. Установленная мощность станции — 0,3 МВт, фактическая выработка электроэнергии в 2019 году — 1,3 млн кВт·ч. В здании ГЭС установлен один гидроагрегат;
- Верхнерузская ГЭС — расположена у д. Черленково в городском округе Шаховская, работает на стоке воды из Верхнерузского водохранилища в р. Руза. Гидроагрегаты станции введены в эксплуатацию в 1978 году. Установленная мощность станции — 2 МВт. В здании ГЭС установлены 2 гидроагрегата мощностью по 1 МВт;
- Перепадная ГЭС — расположена в городском округе Шаховская, на канале Яуза-Руза. Гидроагрегаты станции введены в эксплуатацию в 1977 году. Установленная мощность станции — 3,2 МВт. В здании ГЭС установлены 2 гидроагрегата мощностью по 1,6 МВт;
- Пироговская ГЭС — расположена у д. Пирогово городском округе Мытищи, работает на стоке воды из Пироговского водохранилища в р. Клязьма. Введена в эксплуатацию в 1937 году. Установленная мощность станции — 0,3 МВт, в 2019 году электроэнергию не вырабатывала. В здании ГЭС установлен один гидроагрегат. Эксплуатируется ФГБУ «Канал имени Москвы».

### Шатурская ГРЭС
Расположена в г. Шатуре, основной источник теплоснабжения города. Крупнейшая электростанция региона. Теплоэлектроцентраль смешанной конструкции, включает в себя паротурбинную часть и парогазовый энергоблок, в качестве топлива использует природный газ. Эксплуатируемые в настоящее время турбоагрегаты введены в эксплуатацию в 1971—2010 годах, при этом сама станция работает с 1925 года. Установленная электрическая мощность станции — 1500 МВт, тепловая мощность — 344,3 Гкал/час, фактическая выработка электроэнергии в 2020 году — 4,4 млрд кВт·ч. Оборудование станции включает в себя паротурбинную часть в составе шести турбоагрегатов, один из которых имеет мощность 80 МВт, три — 200 МВт и два — 210 МВт и семи котлоагрегатов, а также парогазовый энергоблок в составе газотурбинной установки мощностью 270 МВт, паротурбинной установки мощностью 130 МВт и котла-утилизатора. Принадлежит ПАО «Юнипро».

### ГРЭС-3 им. Р. Э. Классона
Расположена в г. Электрогорске, один из источников теплоснабжения города. Электростанция смешанной конструкции, включает в себя паротурбинную теплоэлектроцентраль и газотурбинную часть. В качестве топлива использует природный газ. Турбоагрегаты станции введены в эксплуатацию в 1930—1996 годах, при этом сама станция пущена в 1914 году, являясь старейшей электростанцией региона. Установленная электрическая мощность станции — 532,3 МВт, тепловая мощность — 244,9 Гкал/час. Фактическая выработка электроэнергии в 2019 году — 66,4 млн кВт·ч. Оборудование паротурбинной части включает в себя три турбоагрегата мощностью 6,3 МВт, 9 МВт и 12 МВт, а также три паровых и три водогрейных котла. Оборудование газотурбинной части включает в себя пять газотурбинных установок, из которых три мощностью по 90 МВт, одна — 110 МВт и одна — 125 МВт. Принадлежит ПАО «Мосэнерго».

### ТЭЦ-6
Расположена в г. Орехово-Зуево, один из источников теплоснабжения города. По конструкции представляет собой паротурбинную теплоэлектроцентраль, в качестве топлива использует природный газ. Турбоагрегаты станции введены в эксплуатацию в 1983—1985 годах, при этом сама станция пущена в 1930 году. Установленная электрическая мощность станции — 18 МВт, тепловая мощность — 92 Гкал/час. Фактическая выработка электроэнергии в 2019 году — 31,2 млн кВт·ч. Оборудование станции включает в себя три турбоагрегата мощностью по 6 МВт и пять котлоагрегатов. Принадлежит ООО «Теплосервис».

### ТЭЦ-17
Расположена в г. Ступино, один из источников теплоснабжения города. По конструкции представляет собой паротурбинную теплоэлектроцентраль, в качестве топлива использует природный газ. Турбоагрегаты станции введены в эксплуатацию в 1951—2002 годах, при этом сама станция пущена в 1950 году. Установленная электрическая мощность станции — 117 МВт, тепловая мощность — 547 Гкал/час. Фактическая выработка электроэнергии в 2019 году — 189,1 млн кВт·ч. Оборудование станции включает в себя четыре турбоагрегата мощностью 20 МВт, 25 МВт, 32 МВт и 40 МВт, пять котлоагрегатов и два водогрейных котла. Принадлежит ПАО «Мосэнерго».

### ТЭЦ-22 им. Н. И. Серебрянникова
Расположена в г. Дзержинский, единственный источник теплоснабжения города, также поставляет тепловую энергию в другие населённые пункты Люберецкого района и г. Москву. По конструкции представляет собой паротурбинную теплоэлектроцентраль, в качестве топлива использует природный газ и каменный уголь. Турбоагрегаты станции введены в эксплуатацию в 1972—2003 годах, при этом сама станция пущена в 1960 году. Установленная электрическая мощность станции — 1070 МВт, тепловая мощность — 3276 Гкал/час. Фактическая выработка электроэнергии в 2019 году — 5100,8 млн кВт·ч. Оборудование станции включает в себя десять турбоагрегатов, из них пять мощностью по 60 МВт, один — 70 МВт, два — по 110 МВт и два — по 240 МВт. Также имеется двенадцать котлоагрегатов и восемь водогрейных котла. Принадлежит ПАО «Мосэнерго».

### ТЭЦ-27
Расположена в д. Челобитьево городского округа Мытищи, основной источник теплоснабжения города Мытищи, также поставляет тепловую энергию в другие населённые пункты и г. Москву. По конструкции представляет собой электростанцию смешенной конструкции — два паротурбинных энергоблока и два парогазовых энергоблока. Турбоагрегаты станции введены в эксплуатацию в 1996—2008 годах. Установленная электрическая мощность станции — 1060 МВт, тепловая мощность — 1876 Гкал/час. Фактическая выработка электроэнергии в 2019 году — 5958,7 млн кВт·ч. Оборудование паротурбинной части станции включает в себя два турбоагрегата мощностью по 80 МВт и два котлоагрегата. Парогазовая часть станции включает в себя два энергоблока мощностью по 450 МВт, каждый из которых состоит из двух газовых турбин, одной паровой турбины и двух котлов-утилизаторов. Также имеется пять водогрейных котла. Принадлежит ПАО «Мосэнерго».

### ТЭЦ-29
Расположена в г. Электросталь, один из источников теплоснабжения города, также обеспечивает энергоснабжение крупного тепличного комплекса. По конструкции представляет собой газотурбинную теплоэлектроцентраль (ГТУ-ТЭЦ), в качестве топлива использует природный газ. Турбоагрегат станции введен в эксплуатацию в 2000 году. Установленная электрическая мощность станции — 16,78 МВт, тепловая мощность — 54,08 Гкал/час (по другим данным — 71,1 Гкал/ч). Фактическая выработка электроэнергии в 2019 году — 117,3 млн кВт·ч. Оборудование станции включает в себя одну газотурбинную установку, котёл-утилизатор, два паровых котла и один водогрейный котёл. Принадлежит ООО «Агрокомплекс «Иванисово».

### ТЭЦ-30
Расположена в г. Павловский Посад, один из источников теплоснабжения города. По конструкции представляет собой газотурбинную теплоэлектроцентраль (ГТУ-ТЭЦ), в качестве топлива использует природный газ. Введена в эксплуатацию в 2010 году. Установленная электрическая мощность станции — 18 МВт, тепловая мощность — 37,59 Гкал/час. Фактическая выработка электроэнергии в 2019 году — 15,3 млн кВт·ч. Оборудование станции включает в себя две газотурбинные установки мощностью по 9 МВт. Принадлежит ПАО «Мосэнерго».

### Щёлковская ГТ-ТЭЦ
Расположена в г. Щёлково, один из источников теплоснабжения города. По конструкции представляет собой газотурбинную теплоэлектроцентраль (ГТУ-ТЭЦ), в качестве топлива использует природный газ. Введена в эксплуатацию в 2011 году. Установленная электрическая мощность станции — 18 МВт, тепловая мощность — 80 Гкал/час. Фактическая выработка электроэнергии в 2019 году — 128 млн кВт·ч. Оборудование станции включает в себя две газотурбинные установки мощностью по 9 МВт, два котла-утилизатора и два водогрейных котла. Принадлежит АО «ГТ Энерго».

### ТЭЦ АО «Воскресенские минеральные удобрения»
Расположена в г. Воскресенске, обеспечивает энергоснабжение предприятия по производству минеральных удобрений, также является одним из источников теплоснабжения города. По конструкции представляет собой паротурбинную теплоэлектроцентраль, в качестве топлива использует природный газ. Турбоагрегаты станции введены в эксплуатацию в 1968—1972 годах. Установленная электрическая мощность станции — 36 МВт, тепловая мощность — 86 Гкал/час. Фактическая выработка электроэнергии в 2019 году — 70,1 млн кВт·ч. Оборудование станции включает в себя четыре турбоагрегата, из них два мощностью по 6 МВт и два — по 12 МВт, четыре котлоагрегата и два водогрейных котла.

### ТЭЦ АО «Москокс»
Расположена в г. Видное, обеспечивает энергоснабжение Московского коксогазового завода (блок-станция). По конструкции представляет собой паротурбинную теплоэлектроцентраль, в качестве топлива использует природный газ и коксовый газ. Турбоагрегаты станции введены в эксплуатацию в 1952—1993 годах. Установленная электрическая мощность станции — 24,7 МВт, тепловая мощность — 183,6 Гкал/час. Фактическая выработка электроэнергии в 2019 году — 89 млн кВт·ч. Оборудование станции включает в себя пять турбоагрегатов, из них один мощностью 3,3 МВт, один — 3,4 МВт и три — по 6 МВт. Принадлежит ООО «Мечел-Энерго».

### ТЭЦ ООО «Энергоцентр»
Расположена в г. Клин, один из источников теплоснабжения города. По конструкции представляет собой паротурбинную теплоэлектроцентраль, в качестве топлива использует природный газ. Турбоагрегаты станции введены в эксплуатацию в 1952—1964 годах. Установленная электрическая мощность станции — 24 МВт, тепловая мощность — 289,4 Гкал/час. Фактическая выработка электроэнергии в 2019 году — 69,7 млн кВт·ч. Оборудование станции включает в себя четыре турбоагрегата мощностью по 6 МВт, шесть котлоагрегатов и четыре водогрейных котла.

### ГПУ ТЭЦ Энергорайона Томилино
Расположена в п. Томилино городского округа Люберцы, обеспечивает энергоснабжение техно-логистического комплекса «Томилино». По конструкции представляет собой газопоршневую теплоэлектроцентраль, в качестве топлива использует природный газ. Турбоагрегаты станции введены в эксплуатацию в 2012 году. Установленная электрическая мощность станции — 23,4 МВт, тепловая мощность — 73,93 Гкал/час (по другим данным — 113,3 Гкал/ч). В 2019 году электроэнергию не вырабатывала. Оборудование станции включает в себя три газопоршневые установки мощностью по 7,8 МВт, три котла-утилизатора и шесть водогрейных котлов. Принадлежит ООО «Мособлэнергогаз».

## Потребление электроэнергии
Потребление электроэнергии в Московской области (с учётом потребления на собственные нужды электростанций и потерь в сетях) в 2019 году составило 55 096 млн кВт·ч, максимум нагрузки — 8510 МВт. Таким образом, Московская область является энергодефицитным регионом по электроэнергии и мощности, дефицит восполняется перетоками из других регионов (в первую очередь, из Тверской области). В структуре энергопотребления лидирует промышленность — 31 %, доля населения в энергопотреблении— 18 %. Функции гарантирующего поставщика электроэнергии выполняет АО «Мосэнергосбыт».

## Электросетевой комплекс
Энергосистема Московской области входит в ЕЭС России, являясь частью Объединённой энергосистемы Центра, находится в операционной зоне филиала АО «СО ЕЭС» — «Региональное диспетчерское управление энергосистемы г. Москвы и Московской области» (Московское РДУ).
Общая протяженность линий электропередачи напряжением 35-750 кВ составляет 19 002,5 км, в том числе линий электропередач напряжением 750 кВ — 108,7 км, 500 кВ — 900,3 км, 220 кВ — 5174,7 км, 110 кВ — 8426,1 км, 35 кВ — 4392,7 км. Магистральные линии электропередачи напряжением 500—750 кВ эксплуатируются филиалом ПАО «ФСК ЕЭС» — Московское ПМЭС, распределительные сети напряжением 220 кВ и менее — ПАО «Россети Московский регион» (в основном) и территориальными сетевыми организациями.